# Stibara morbillosa
Stibara morbillosa là một loài bọ cánh cứng trong họ Cerambycidae.